# Franchinus Gaffurius

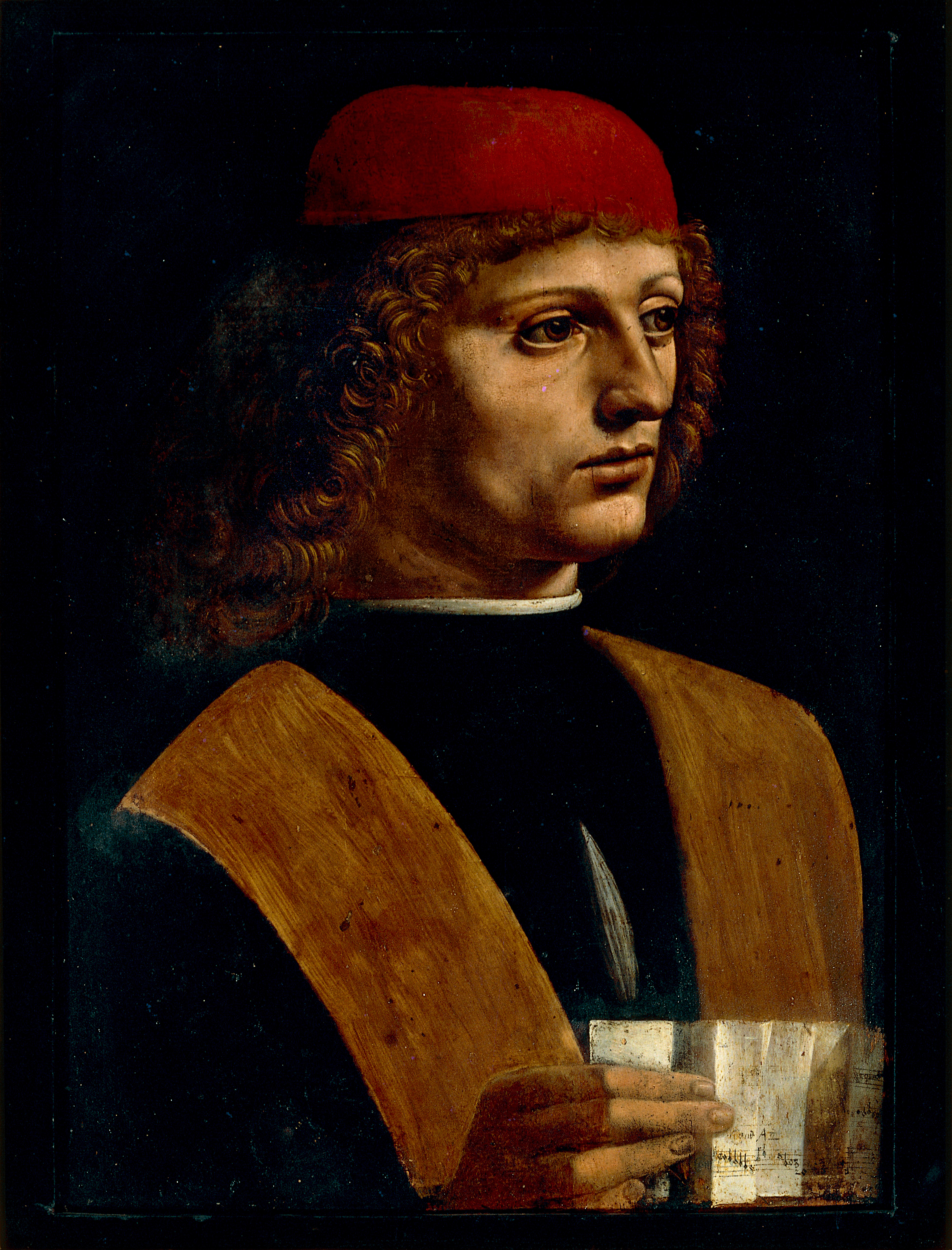
Portrait eines Musikers von Leonardo da Vinci, das möglicherweise Franchinus Gaffurio darstellt.

Franchinus Gaffurius (auch Franchino Gaffurio, Gaffori oder Gafori; * 14. Januar 1451 in Lodi; † 25. Juni 1522 in Mailand) war ein italienischer Kapellmeister, Komponist und Musiktheoretiker der Renaissance.

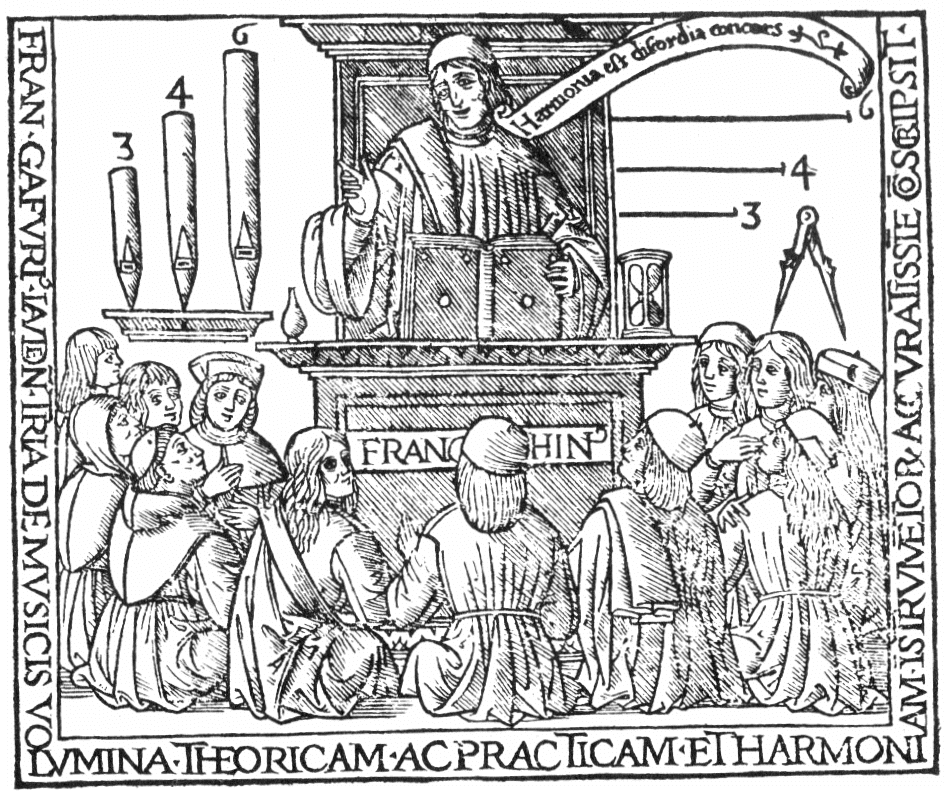
Gaffurius als Lehrer mit zwölf Schülern in einem Druck seiner Schrift De harmonia musicorum instrumentorum. Auf dem Band steht Harmonia est discordia concors („Harmonie ist ein zusammenpassendes Auseinandergehen“). Der Zirkel symbolisiert den Zusammenhang zwischen Musik und Geometrie. Umschrift: Franchinus Gafurius Laudensis tria de musicis volumina, theoricam ac practicam et harmoniam instrumentorum, accuratissime conscripsit („Franchinus Gaffurius aus Lodi hat drei Bücher über Musik, Theorie, Praxis und Harmonie der Instrumente, aufs sorgfältigste verfasst“).

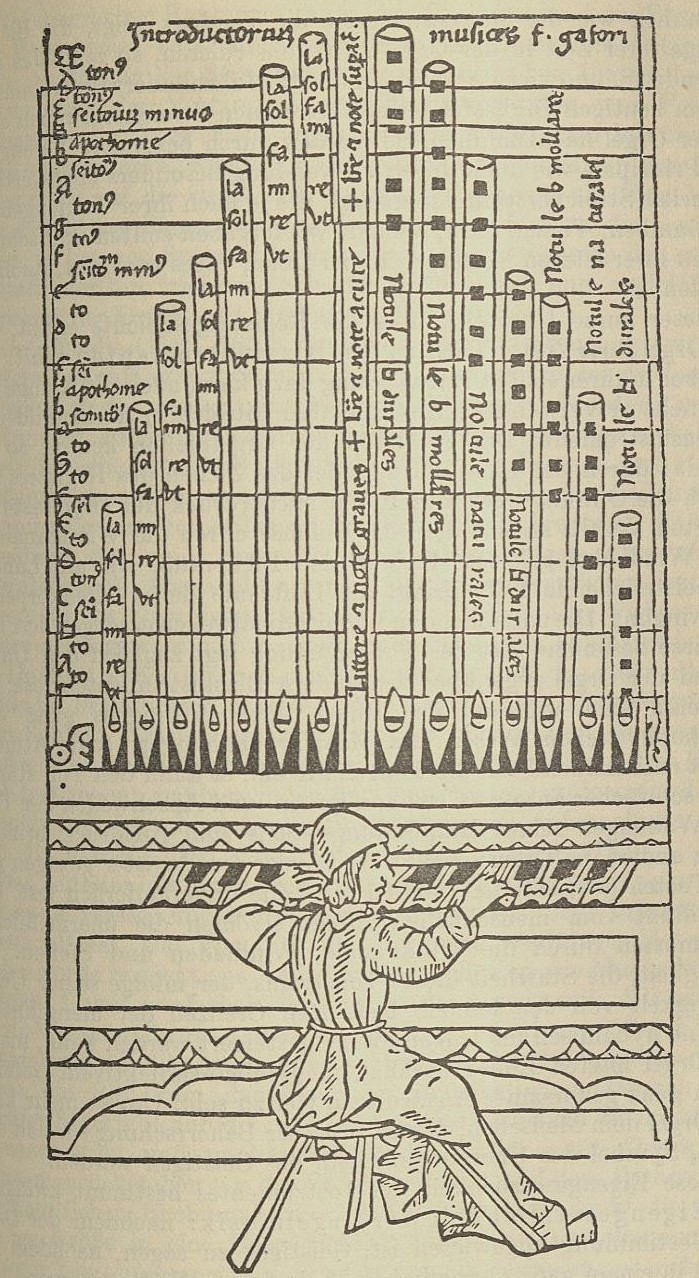
Theorica musicae, 1492

## Leben und Wirken
Francino Gaffurio wurde im Benediktinerkloster seiner Heimatstadt zum Theologen und Musiker ausgebildet und wirkte nach der Priesterweihe zunächst am Hof der Gonzaga in Padua. Zwischen 1477 und 1488 war er in Genua und Neapel tätig, kehrte dann aber in seine Geburtsstadt zurück. 1484 wurde er zum Kapellmeister an den Mailänder Dom berufen und erlangte dort hohes Ansehen. Diese Stelle hatte er bis zu seinem Ableben inne.
Er war als Komponist sehr produktiv und schuf neben einem Stabat mater etliche Messen, Magnificat, Hymnen und Motetten, aber auch Instrumentalkompositionen und weltliche Werke.
Gaffurio ist der Verfasser der 1492 erschienenen Theorica musicae, in der er unter anderem die Legende von Pythagoras in der Schmiede über die angebliche Entdeckung der mathematischen Grundlage musikalischer Harmonie in einer Schmiede wiedergab. 1518 erschien seine Abhandlung De harmonia musicorum instrumentorum („Über die Harmonie der Musikinstrumente“).
Sein hohes Ansehen beruhte auf seinem Wirken als Musiktheoretiker und -lehrer, Chorleiter und Kapellmeister. Es gelang ihm, die Qualität des Mailänder Domchores und der Hofkapelle erheblich zu verbessern.

## Textausgaben
- Franchino Gaffurio: Theoricum opus musice discipline, hrsg. von Cesarino Ruini, Libreria Musicale Italiana, Lucca 1996, ISBN 88-7096-039-0 (Nachdruck der Ausgabe Neapel 1480 mit Einleitung des Herausgebers).
- Franchino Gaffurio: Theorica musice, hrsg. von Ilde Illuminati und Fabio Bellissima, Edizioni del Galluzzo, Firenze 2005, ISBN 88-8450-161-X (lateinischer Text und italienische Übersetzung).